# جاي إتش ليوبولد
جاي إتش ليوبولد (بالهولندية: J.H. Leopold)‏ هو كاتب ومترجم ومدرس وشاعر هولندي، ولد في 11 مايو 1865 في سيرتوخيمبوس في هولندا، وتوفي في 21 يونيو 1925 في روتردام في هولندا.

## وصلات خارجية
- جاي إتش ليوبولد على موقع الموسوعة البريطانية (الإنجليزية)